# Arlene Xavier
Arlene de Queiroz Xavier (Contagem, 20 de dezembro de 1969) é uma ex-voleibolista brasileira. Teve uma das mais longevas carreiras do voleibol brasileiro, parando de jogar aos 49 anos. Seu último clube foi o Vôlei Bauru como líbero.

## Carreira
Arlene iniciou sua trajetória graças ao incentivo do atacante da seleção masculina de vôlei Gilson Alves (Gilson, mão-de-pilão) no Filipense, em 1987. Em 1990 se uniu ao Minas Tênis Clube, pelo qual ganhou a Superliga em 1992. Defendeu outros clubes como BCN/Osasco e Flamengo. Sempre premiada como melhor recepção e defesa, antes da instituição da posição do líbero, ela atuava como atacante pelo meio, pela ponta e pela saída de rede. Arlene cresceu como líbero, e aos 32 anos foi convocada para a seleção brasileira que disputaria o Montreux Volley Masters de 2002. Contribuiu nas conquistas do vice-campeonato da Copa do Mundo de Voleibol Feminino em 2003, no Japão, bicampeonato do Grand Prix de Voleibol em 2004 e 2006, ambos em Reggio Calabria, na Itália; e a medalha de ouro na Copa Pan-Americana de Voleibol Feminino em 2006, disputada em San Juan, no Porto Rico.
Em 2018, foi homenageada pela Confederação Brasileira de Voleibol, por ter participado de todas as 25 edições da Superliga até então.

## Títulos

### Individuais em clubes
- Melhor bloqueio da Superliga 96/97 pelo Blue Life/Pinheiros[7]
- Melhor líbero da Superliga 01/02 pelo BCN/Osasco[7]
- Melhor defesa da Superliga 02/03 pelo BCN/Osasco[7]
- Melhor defesa da Superliga 03/04 pelo MRV/Minas[7]
- Melhor defesa da Superliga 05/06 pelo Finasa/Osasco[7]

### Individuais pela seleção brasileira
- Melhor Líbero da Copa do Mundo no Japão (2003)[carece de fontes?]
- Melhor Líbero do Grand Prix de Volei na Itália (2006)[9]
- Melhor Líbero da Copa Pan-Americana em Porto Rico (2006)[9]

### Conquistas atuando em clubes
- Estaduais: Tetracampeã paulista e Bicampeã carioca[7]
- Sul-americano: Bicampeã [7]
- Liga Nacional: Campeã da temporada 1992/1993(L'acqua Di Fiori/Minas)[7]
- Superliga: Campeã em 2000/2001(Flamengo), 2002/2003(BCN/Osasco)e 2004/2005(Finasa/Osaco)[7]
- Superliga: Vice-Campeã em 2001/2002(BCN/Osasco) e 2003/2004(MRV/Minas)[7]

### Resultados pela seleção brasileira
- Grand Prix de Vôlei: 4º lugar (2002)[carece de fontes?]
- Jogos Olímpicos: 4º lugar (Atenas, 2004)[carece de fontes?]